# Ausbausprache - Abstandsprache - Dachsprache
Ausbausprache - Abstandsprache - Dachsprache è uno strumento sviluppato in sociolinguistica per analizzare e categorizzare le varietà di lingue e dialetti e poter discriminare se una parlata può essere considerate lingua o dialetto.
I termini furono coniati nel 1967 da Heinz Kloss e denominati in tale modo per chiarire l'idea che esistono due filoni di criteri, separati e largamente indipendenti, per discriminare fra lingua e dialetto: il primo criterio si basa sulle funzioni sociali della parlata, la seconda sulle proprie caratteristiche strutturali.
Ausbausprache, chiamata anche lingua di elaborazione, si riferisce a quelle lingue che hanno un’ortografia e una grammatica standard, un vocabolario ampio e ben definito. Il termine può perciò essere considerato un sinonimo di lingua standard. Le lingue che appartengono a questo gruppo sono di solito lingue ufficiali e vengono utilizzate in pubblico e insegnate nelle scuole. La forma scritta viene utilizzata nei documenti ufficiali. Al contrario le lingue non-Ausbausprache sono quelle lingue che di solito esistono soltanto in forma orale, non vengono utilizzate ufficialmente nella forma scritta e sono utilizzate solo in contesti privati.
Una lingua viene definita Abstandsprache (detta anche lingua di distanza) se, in relazione ad un'altra, presenta caratteristiche tali da non poterla assimilare all'altra e non poterla quindi considerare un dialetto. In questo modo la lingua basca è una Abstandsprache di grado elevato rispetto a tutte le lingue del resto del mondo perché non presenta legami con le altre lingue del mondo e non le si riconoscono legami con alcuna altra lingua.
Dachsprache, ovvero "lingua tetto" o "lingua ombrello", si riferisce ad una lingua che funge da lingua standard per differenti dialetti, per lo più in continuum dialettale, anche se i dialetti possono essere così diversi fra loro da non essere mutuamente intelligibili. Nel 1982 Heinrich Schmid sviluppò il Rumantsch Grischun come forma di Dachsprache per le diverse varietà di lingua romancia in alcune parti della Svizzera. Allo stesso modo il tedesco e l'italiano fungono da Dachsprache per i dialetti presenti in Germania e in Italia rispettivamente.